# 山田ありす
山田　ありす（やまだ ありす、1975年4月16日 - ）は、大阪を拠点に活動するハッピー占いアドバイザー、講師、ライター。
西洋占星術、タロット、手相、気学の総合的な占術を駆使し、「当て物」や「恐い」または「怪しい」「暗い」というイメージの占いと一線を画す「ハッピー占い」を展開する。
大阪・心斎橋に「山田ありす事務所」を開業。朝日放送テレビ「おはよう朝日です」の占いコーナー執筆をはじめ、雑誌、WEB、企業などの占い記事執筆、その他、講師・公演も多くこなしている。
他にvalorant配信者として活動する方もいる

## 来歴
大阪府出身、奈良県育ち。
保育園時代はいじめられっ子であった。何事にも上手くいかない自分に自信をなくしていた時、友人から占い師を紹介される、そこで占いとの衝撃的な運命の出会いを果たした。そして同占い師に師事、パートタイム占い師としてデビューしたと公式サイトのプロフィールに記載されている。
その後、独立開業し、占いを活用して道が開けた自身の体験を元に「ハッピー占い」を提唱、活動中。

## 人物
- 自身を「占いオタク」と言い切り、占いが好きで寝る暇を惜しんでも占いを勉強すると公式ブログに告白している。
- 鏡リュウジのセミナーに通っていると公式ブログ上に何度か書き込みがあった。
- 占いだけでなく潜在意識も上手く活用すれば夢はかなうとの発言がある。　過去に公式ブログ上には 西田文郎、水野敬也、マーフィーなどの著書を紹介していた。
- 公式サイト内の対談にて、漫画家の大久保ヒロミと対談を行っている。対談には公にしていなかった氏の生年月日が明かされている。
- 上記対談内にて、山田ありす自身も、軌道に乗るまで派遣やバイトと占い師を両立していたと告白している。

## 出演歴
- 100人の占い師（毎日放送系）
- おじょママ!F（関西テレビ）

## 取材歴
- オズプラス（スターツ出版）
- Lマガジン（京阪神エルマガジン社）
- 夕刊コラム（産経新聞）
- チェンバーWEB（日本商工会議所）

## 執筆歴
- おはよう朝日です 占いコーナー、同携帯サイト占いコンテンツ（朝日放送テレビ）
- スター☆トゥインクルプリキュア 今週の星座占い（朝日放送テレビ・テレビ朝日系列）
- 恋と美容とシャンパンと（幻冬舎）
- 実際にあった怖い話（大都社）

## 監修歴
- ワタシコム（企業家ポータルサイト）
- フェロモン香水